# محمد عبداللهی (داروشناس)
محمد عبداللهی داروشناس ایرانی و استاد داروشناسی دانشگاه علوم پزشکی تهران است. او از پراستنادترین دانشمندان جهان است.
عبداللهی سردبیری نشریه علوم دارویی دارو را بر عهده دارد.